# Kabinett René VI

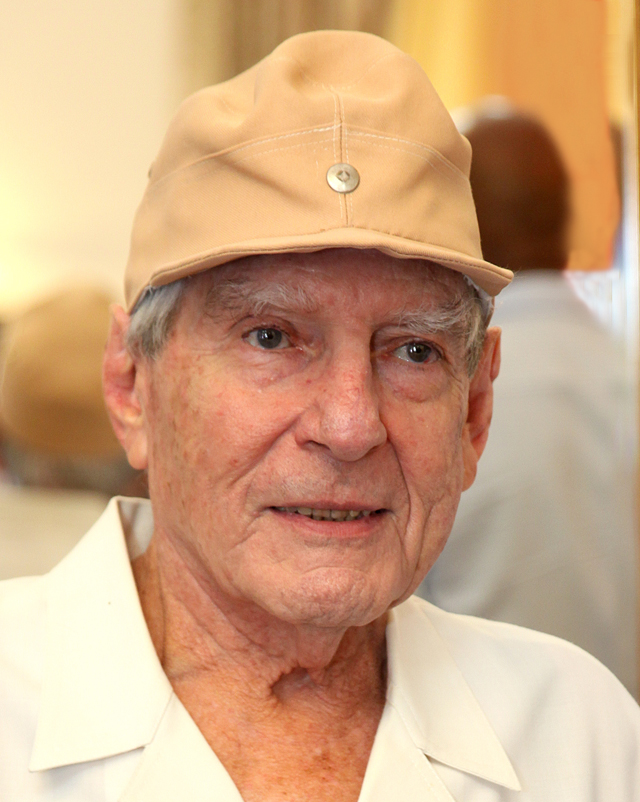
France-Albert René war zwischen 1977 und 2004 Präsident der Seychellen.

Das Kabinett René VI wurde am 22. März 1998 auf den Seychellen von France-Albert René von der Fortschrittsfront des seychellischen Volkes SPPF (Seychelles People’s Progressive Front/Front Progressiste du Peuple Seychellois) gebildet. Bei den Präsidentschaftswahlen vom 20. bis 22. März 1998 war er Kandidat der SPPF und wurde mit 31.048 Stimmen (66,7 Prozent) wiedergewählt. Sein Gegenkandidat Wavel Ramkalawan von der Vereinigten Opposition (United Opposition) erhielt 9.098 Stimmen (19,5 Prozent), während der frühere erste Präsident James Mancham von der Demokratischen Partei SDP (Seychelles Democratic Party) 6.427 Stimmen (13,8 Prozent) bekam. Die Wahlbeteiligung lag bei 86,7 Prozent. Das Kabinett René VI löste das Kabinett René V ab und blieb bis zum 2. September 2001 im Amt. Im Anschluss wurde das Kabinett René VII gebildet.
Zugleich fanden vom 20. bis 22. März 1998 die Wahlen zur Nationalversammlung statt. Dabei erhielt die SPPF mit 28.610	Stimmen (61,7 Prozent) 30 der 34 Sitze. Die United Opposition kam auf 12.084 Stimmen (26,1 Prozent) und drei Mandate, während die Seychelles Democratic Party	5.609 Stimmen (12,1 Prozent) und einen Sitz bekam.

## Kabinettsmitglieder
Dem Kabinett René VI gehörten zwischen dem 22. März 1998 und dem 2. September 2001 folgende Mitglieder an:
| Amt                                                                                         | Amtsinhaber                          | Anmerkung / Amtszeit                             |
| ------------------------------------------------------------------------------------------- | ------------------------------------ | ------------------------------------------------ |
| Präsident                                                                                   | France-Albert René                   | 22. März 1998 – 2. September 2001                |
| Vizepräsident                                                                               | James Alix Michel                    | März 1998 – September 2001                       |
| Ministerin für Verwaltung                                                                   | Noellie Alexander                    | März 1998 – September 2001                       |
| Minister für Landwirtschaft und Meeresressourcen                                            | Ronald „Ronnie“ Jumeau Dolor Ernesta | März 1998 – März 2000 März 2000 – September 2001 |
| Minister für Kultur und Information                                                         | Ronald „Ronnie“ Jumeau               | März 2000 – September 2001                       |
| Bildungsminister                                                                            | Danny Faure                          | März 1998 – September 2001                       |
| Minister für Auswärtiges, Planung und Umwelt                                                | Jeremie Bonnelame                    | März 1998 – September 2001                       |
| Gesundheitsministerin                                                                       | Jacqueline Dugasse                   | März 1998 – September 2001                       |
| Minister für Industrie und internationale Unternehmen                                       | Joseph Belmont Patrick Pillay        | März 1998 – März 2000 März 2000 – September 2001 |
| Minister für Inneres, Verteidigung und Recht                                                | France-Albert René                   | März 1998 – September 2001                       |
| Minister für Landnutzung und Lebensraum März 2000: Minister für Wohnungsbau und Landnutzung | Dolor Ernesta Joseph Belmont         | März 1998 – März 2000 März 2000 – September 2001 |
| Ministerin für Kommunalverwaltung und Sport                                                 | Sylvette Frichot                     | März 1998 – September 2001                       |
| Minister für Soziales und Arbeitskräfteentwicklung                                          | William Hermenie                     | März 1998 – September 2001                       |
| Ministerin für Tourismus und Zivilluftfahrt                                                 | Simone De Comarmond                  | März 1998 – September 2001                       |
| Minister für Jugend und Kultur                                                              | Patrick Pillay                       | März 1998 – März 2000                            |
| Gouverneur der Zentralbank                                                                  | Norman Weber                         | März 1998 – September 2001                       |
| Botschafter in den USA                                                                      | Claude Morel                         | März 1998 – September 2001                       |
| Ständiger Vertreter bei den Vereinten Nationen                                              | Claude Morel                         | März 1998 – September 2001                       |

## Hintergrundliteratur
- Seychellen seit 1948, in: Der große Ploetz. Die Enzyklopädie der Weltgeschichte. Vandenhoeck & Ruprecht, Göttingen 2008, ISBN 978-3-525-32008-2, S. 1931 f.